# Nomenclatura delle unità territoriali per le statistiche della Francia
I livelli dei codici NUTS (Nomenclatura delle unità territoriali statistiche) per la Francia (FR) sono:
| Livello | Suddivisioni                      | #   |
| ------- | --------------------------------- | --- |
| NUTS 1  | Z.E.A.T. più DOM                  | 9   |
| NUTS 2  | Regioni (Régions + DOM)           | 27  |
| NUTS 3  | Dipartimenti (Départements + DOM) | 101 |

## Codici NUTS
| NUTS 1                                                                             | Codice | NUTS 2                      | Codice | NUTS 3                  | Codice |
| ---------------------------------------------------------------------------------- | ------ | --------------------------- | ------ | ----------------------- | ------ |
| Île-de-France                                                                      | FR1    | Île-de-France               | FR10   | Parigi                  | FR101  |
| Île-de-France                                                                      | FR1    | Île-de-France               | FR10   | Senna e Marna           | FR102  |
| Île-de-France                                                                      | FR1    | Île-de-France               | FR10   | Yvelines                | FR103  |
| Île-de-France                                                                      | FR1    | Île-de-France               | FR10   | Essonne                 | FR104  |
| Île-de-France                                                                      | FR1    | Île-de-France               | FR10   | Hauts-de-Seine          | FR105  |
| Île-de-France                                                                      | FR1    | Île-de-France               | FR10   | Senna-Saint-Denis       | FR106  |
| Île-de-France                                                                      | FR1    | Île-de-France               | FR10   | Valle della Marna       | FR107  |
| Île-de-France                                                                      | FR1    | Île-de-France               | FR10   | Val-d'Oise              | FR108  |
| Centro-Valle della Loira (Centre-Val de Loire)                                     | FRB    | Centro-Valle della Loira    | FRB0   | Cher                    | FRB01  |
| Centro-Valle della Loira (Centre-Val de Loire)                                     | FRB    | Centro-Valle della Loira    | FRB0   | Eure-et-Loir            | FRB02  |
| Centro-Valle della Loira (Centre-Val de Loire)                                     | FRB    | Centro-Valle della Loira    | FRB0   | Indre                   | FRB03  |
| Centro-Valle della Loira (Centre-Val de Loire)                                     | FRB    | Centro-Valle della Loira    | FRB0   | Indre e Loira           | FRB04  |
| Centro-Valle della Loira (Centre-Val de Loire)                                     | FRB    | Centro-Valle della Loira    | FRB0   | Loir-et-Cher            | FRB05  |
| Centro-Valle della Loira (Centre-Val de Loire)                                     | FRB    | Centro-Valle della Loira    | FRB0   | Loiret                  | FRB06  |
| Borgogna-Franca Contea (Bourgogne-Franche-Comté)                                   | FRC    | Borgogna                    | FRC1   | Côte-d'Or               | FRC11  |
| Borgogna-Franca Contea (Bourgogne-Franche-Comté)                                   | FRC    | Borgogna                    | FRC1   | Nièvre                  | FRC12  |
| Borgogna-Franca Contea (Bourgogne-Franche-Comté)                                   | FRC    | Borgogna                    | FRC1   | Saona e Loira           | FRC13  |
| Borgogna-Franca Contea (Bourgogne-Franche-Comté)                                   | FRC    | Borgogna                    | FRC1   | Yonne                   | FRC14  |
| Borgogna-Franca Contea (Bourgogne-Franche-Comté)                                   | FRC    | Franca Contea               | FRC2   | Doubs                   | FRC21  |
| Borgogna-Franca Contea (Bourgogne-Franche-Comté)                                   | FRC    | Franca Contea               | FRC2   | Giura                   | FRC22  |
| Borgogna-Franca Contea (Bourgogne-Franche-Comté)                                   | FRC    | Franca Contea               | FRC2   | Alta Saona              | FRC23  |
| Borgogna-Franca Contea (Bourgogne-Franche-Comté)                                   | FRC    | Franca Contea               | FRC2   | Territorio di Belfort   | FRC24  |
| Normandia (Normandie)                                                              | FRD    | Bassa Normandia             | FRD1   | Calvados                | FRD11  |
| Normandia (Normandie)                                                              | FRD    | Bassa Normandia             | FRD1   | Manica                  | FRD12  |
| Normandia (Normandie)                                                              | FRD    | Bassa Normandia             | FRD1   | Orne                    | FRD13  |
| Normandia (Normandie)                                                              | FRD    | Alta Normandia              | FRD2   | Eure                    | FRD21  |
| Normandia (Normandie)                                                              | FRD    | Alta Normandia              | FRD2   | Senna Marittima         | FRD22  |
| Alta Francia (Hauts-de-France)                                                     | FRE    | Nord-Passo di Calais        | FRE1   | Nord                    | FRE11  |
| Alta Francia (Hauts-de-France)                                                     | FRE    | Nord-Passo di Calais        | FRE1   | Passo di Calais         | FRE12  |
| Alta Francia (Hauts-de-France)                                                     | FRE    | Piccardia                   | FRE2   | Aisne                   | FRE21  |
| Alta Francia (Hauts-de-France)                                                     | FRE    | Piccardia                   | FRE2   | Oise                    | FRE22  |
| Alta Francia (Hauts-de-France)                                                     | FRE    | Piccardia                   | FRE2   | Somme                   | FRE23  |
| Grand Est                                                                          | FRF    | Alsazia                     | FRF1   | Basso Reno              | FRF11  |
| Grand Est                                                                          | FRF    | Alsazia                     | FRF1   | Alto Reno               | FRF12  |
| Grand Est                                                                          | FRF    | Champagne-Ardenne           | FRF2   | Ardenne                 | FRF21  |
| Grand Est                                                                          | FRF    | Champagne-Ardenne           | FRF2   | Aube                    | FRF22  |
| Grand Est                                                                          | FRF    | Champagne-Ardenne           | FRF2   | Marna                   | FRF23  |
| Grand Est                                                                          | FRF    | Champagne-Ardenne           | FRF2   | Alta Marna              | FRF24  |
| Grand Est                                                                          | FRF    | Lorena                      | FRF3   | Meurthe e Mosella       | FRF31  |
| Grand Est                                                                          | FRF    | Lorena                      | FRF3   | Mosa                    | FRF32  |
| Grand Est                                                                          | FRF    | Lorena                      | FRF3   | Mosella                 | FRF33  |
| Grand Est                                                                          | FRF    | Lorena                      | FRF3   | Vosgi                   | FRF34  |
| Paesi della Loira (Pays de la Loire)                                               | FRG    | Paesi della Loira           | FRG0   | Loira Atlantica         | FRG01  |
| Paesi della Loira (Pays de la Loire)                                               | FRG    | Paesi della Loira           | FRG0   | Maine e Loira           | FRG02  |
| Paesi della Loira (Pays de la Loire)                                               | FRG    | Paesi della Loira           | FRG0   | Mayenne                 | FRG03  |
| Paesi della Loira (Pays de la Loire)                                               | FRG    | Paesi della Loira           | FRG0   | Sarthe                  | FRG04  |
| Paesi della Loira (Pays de la Loire)                                               | FRG    | Paesi della Loira           | FRG0   | Vandea                  | FRG05  |
| Bretagna (Bretagne)                                                                | FRH    | Bretagna                    | FRH0   | Côtes-d'Armor           | FRH01  |
| Bretagna (Bretagne)                                                                | FRH    | Bretagna                    | FRH0   | Finistère               | FRH02  |
| Bretagna (Bretagne)                                                                | FRH    | Bretagna                    | FRH0   | Ille-et-Vilaine         | FRH03  |
| Bretagna (Bretagne)                                                                | FRH    | Bretagna                    | FRH0   | Morbihan                | FRH04  |
| Nuova Aquitania (Nouvelle-Aquitaine)                                               | FRI    | Aquitaine                   | FRI1   | Dordogna                | FRI11  |
| Nuova Aquitania (Nouvelle-Aquitaine)                                               | FRI    | Aquitaine                   | FRI1   | Gironda                 | FRI12  |
| Nuova Aquitania (Nouvelle-Aquitaine)                                               | FRI    | Aquitaine                   | FRI1   | Landes                  | FRI13  |
| Nuova Aquitania (Nouvelle-Aquitaine)                                               | FRI    | Aquitaine                   | FRI1   | Lot e Garonna           | FRI14  |
| Nuova Aquitania (Nouvelle-Aquitaine)                                               | FRI    | Aquitaine                   | FRI1   | Pirenei Atlantici       | FRI15  |
| Nuova Aquitania (Nouvelle-Aquitaine)                                               | FRI    | Limosino                    | FRI2   | Corrèze                 | FRI21  |
| Nuova Aquitania (Nouvelle-Aquitaine)                                               | FRI    | Limosino                    | FRI2   | Creuse                  | FRI22  |
| Nuova Aquitania (Nouvelle-Aquitaine)                                               | FRI    | Limosino                    | FRI2   | Alta Vienne             | FRI23  |
| Nuova Aquitania (Nouvelle-Aquitaine)                                               | FRI    | Poitou-Charentes            | FRI3   | Charente                | FRI31  |
| Nuova Aquitania (Nouvelle-Aquitaine)                                               | FRI    | Poitou-Charentes            | FRI3   | Charente Marittima      | FRI32  |
| Nuova Aquitania (Nouvelle-Aquitaine)                                               | FRI    | Poitou-Charentes            | FRI3   | Deux-Sèvres             | FRI33  |
| Nuova Aquitania (Nouvelle-Aquitaine)                                               | FRI    | Poitou-Charentes            | FRI3   | Vienne                  | FRI34  |
| Occitania (Occitanie)                                                              | FRJ    | Linguadoca-Rossiglione      | FRJ1   | Aude                    | FRJ11  |
| Occitania (Occitanie)                                                              | FRJ    | Linguadoca-Rossiglione      | FRJ1   | Gard                    | FRJ12  |
| Occitania (Occitanie)                                                              | FRJ    | Linguadoca-Rossiglione      | FRJ1   | Hérault                 | FRJ13  |
| Occitania (Occitanie)                                                              | FRJ    | Linguadoca-Rossiglione      | FRJ1   | Lozère                  | FRJ14  |
| Occitania (Occitanie)                                                              | FRJ    | Linguadoca-Rossiglione      | FRJ1   | Pirenei Orientali       | FRJ15  |
| Occitania (Occitanie)                                                              | FRJ    | Midi-Pirenei                | FRJ2   | Ariège                  | FRJ21  |
| Occitania (Occitanie)                                                              | FRJ    | Midi-Pirenei                | FRJ2   | Aveyron                 | FRJ22  |
| Occitania (Occitanie)                                                              | FRJ    | Midi-Pirenei                | FRJ2   | Alta Garonna            | FRJ23  |
| Occitania (Occitanie)                                                              | FRJ    | Midi-Pirenei                | FRJ2   | Gers                    | FRJ24  |
| Occitania (Occitanie)                                                              | FRJ    | Midi-Pirenei                | FRJ2   | Lot                     | FRJ25  |
| Occitania (Occitanie)                                                              | FRJ    | Midi-Pirenei                | FRJ2   | Alti Pirenei            | FRJ26  |
| Occitania (Occitanie)                                                              | FRJ    | Midi-Pirenei                | FRJ2   | Tarn                    | FRJ27  |
| Occitania (Occitanie)                                                              | FRJ    | Midi-Pirenei                | FRJ2   | Tarn e Garonna          | FRJ28  |
| Alvernia-Rodano-Alpi (Auvergne-Rhône-Alpes)                                        | FRK    | Alvernia                    | FRK1   | Allier                  | FRK11  |
| Alvernia-Rodano-Alpi (Auvergne-Rhône-Alpes)                                        | FRK    | Alvernia                    | FRK1   | Cantal                  | FRK12  |
| Alvernia-Rodano-Alpi (Auvergne-Rhône-Alpes)                                        | FRK    | Alvernia                    | FRK1   | Alta Loira              | FRK13  |
| Alvernia-Rodano-Alpi (Auvergne-Rhône-Alpes)                                        | FRK    | Alvernia                    | FRK1   | Puy-de-Dôme             | FRK14  |
| Alvernia-Rodano-Alpi (Auvergne-Rhône-Alpes)                                        | FRK    | Rodano-Alpi                 | FRK2   | Ain                     | FRK21  |
| Alvernia-Rodano-Alpi (Auvergne-Rhône-Alpes)                                        | FRK    | Rodano-Alpi                 | FRK2   | Ardèche                 | FRK22  |
| Alvernia-Rodano-Alpi (Auvergne-Rhône-Alpes)                                        | FRK    | Rodano-Alpi                 | FRK2   | Drôme                   | FRK23  |
| Alvernia-Rodano-Alpi (Auvergne-Rhône-Alpes)                                        | FRK    | Rodano-Alpi                 | FRK2   | Isère                   | FRK24  |
| Alvernia-Rodano-Alpi (Auvergne-Rhône-Alpes)                                        | FRK    | Rodano-Alpi                 | FRK2   | Loira                   | FRK25  |
| Alvernia-Rodano-Alpi (Auvergne-Rhône-Alpes)                                        | FRK    | Rodano-Alpi                 | FRK2   | Rodano                  | FRK26  |
| Alvernia-Rodano-Alpi (Auvergne-Rhône-Alpes)                                        | FRK    | Rodano-Alpi                 | FRK2   | Savoia                  | FRK27  |
| Alvernia-Rodano-Alpi (Auvergne-Rhône-Alpes)                                        | FRK    | Rodano-Alpi                 | FRK2   | Alta Savoia             | FRK28  |
| Provenza-Alpi-Costa Azzurra (Provence-Alpes-Côte d’Azur)                           | FRL    | Provenza-Alpi-Costa Azzurra | FRL0   | Alpi dell'Alta Provenza | FRL01  |
| Provenza-Alpi-Costa Azzurra (Provence-Alpes-Côte d’Azur)                           | FRL    | Provenza-Alpi-Costa Azzurra | FRL0   | Alte Alpi               | FRL02  |
| Provenza-Alpi-Costa Azzurra (Provence-Alpes-Côte d’Azur)                           | FRL    | Provenza-Alpi-Costa Azzurra | FRL0   | Alpi Marittime          | FRL03  |
| Provenza-Alpi-Costa Azzurra (Provence-Alpes-Côte d’Azur)                           | FRL    | Provenza-Alpi-Costa Azzurra | FRL0   | Bocche del Rodano       | FRL04  |
| Provenza-Alpi-Costa Azzurra (Provence-Alpes-Côte d’Azur)                           | FRL    | Provenza-Alpi-Costa Azzurra | FRL0   | Varo                    | FRL05  |
| Provenza-Alpi-Costa Azzurra (Provence-Alpes-Côte d’Azur)                           | FRL    | Provenza-Alpi-Costa Azzurra | FRL0   | Vaucluse                | FRL06  |
| Corsica (Corse)                                                                    | FRM    | Corsica                     | FRM0   | Corsica del Sud         | FRM01  |
| Corsica (Corse)                                                                    | FRM    | Corsica                     | FRM0   | Alta Corsica            | FRM02  |
| RUP FR - Regioni ultraperiferiche francesi (Régions Ultrapériphériques Françaises) | FRY    | Guadalupa                   | FRY1   | Guadalupa               | FRY10  |
| RUP FR - Regioni ultraperiferiche francesi (Régions Ultrapériphériques Françaises) | FRY    | Martinica                   | FRY2   | Martinica               | FRY20  |
| RUP FR - Regioni ultraperiferiche francesi (Régions Ultrapériphériques Françaises) | FRY    | Guyana francese             | FRY3   | Guyana francese         | FRY30  |
| RUP FR - Regioni ultraperiferiche francesi (Régions Ultrapériphériques Françaises) | FRY    | La Riunione                 | FRY4   | La Riunione             | FRY40  |
| RUP FR - Regioni ultraperiferiche francesi (Régions Ultrapériphériques Françaises) | FRY    | Mayotte                     | FRY5   | Mayotte                 | FRY50  |

## Unità amministrative locali
Sotto i livelli NUTS, i due livelli LAU (Local Administrative Units) sono:
| Livello | Suddivisioni                      | #     |
| ------- | --------------------------------- | ----- |
| LAU 1   | Cantoni (Cantons de rattachement) | 3787  |
| LAU 2   | Comuni                            | 36683 |

I codici LAU per la Francia possono essere scaricati qui:  